# Cephalota
Cephalota Dokhtouroff, 1883 è un genere di coleotteri carabidi della sottofamiglia Cicindelinae.

## Tassonomia
Comprende le seguenti specie:
- Sottogenere Cassolaia
  - Cephalota maura (Linnaeus, 1758)
- Sottogenere Cephalota
  - Cephalota hispanica (Gory, 1833)
  - Cephalota luctuosa (Dejean, 1831)
  - Cephalota turcica (Schaum, 1859)
- Sottogenere Taenidia
  - Cephalota atrata (Pallas, 1776)
  - Cephalota besseri (Dejean, 1826)
  - Cephalota chiloleuca (Fischer von Waldheim, 1820)
  - Cephalota circumdata (Dejean, 1822)
  - Cephalota deserticola (Faldermann, 1836)
  - Cephalota deserticoloides (Codina, 1931)
  - Cephalota dulcinea Marco, De la Rosa & Baena, 2006
  - Cephalota eiselti (Mandl, 1967)
  - Cephalota elegans (Fischer von Waldheim, 1823)
  - Cephalota galathea (Theime, 1881)
  - Cephalota jakowlewi (Semenov, 1895)
  - Cephalota kutshumi (Putchkov, 1993)
  - Cephalota litorea (Forskal, 1775)
  - Cephalota schrenkii (Gebler, 1841)
  - Cephalota tibialis (Dejean, 1822)
  - Cephalota turcosinensis (Mandl, 1938)
  - Cephalota vonderdeckeni Gebert, 1992
  - Cephalota zarudniana (Tschitscherine, 1903)